# 창옥병 암각문
창옥병 암각문은 대한민국 경기도 포천시 창수면 주원리에 있다. 1994년 5월 2일 포천시의 향토유적 제41호로 지정되었다.

## 개요
영평 8경 중 하나로 조선시대의 암각문이다.